# Joseph Roos

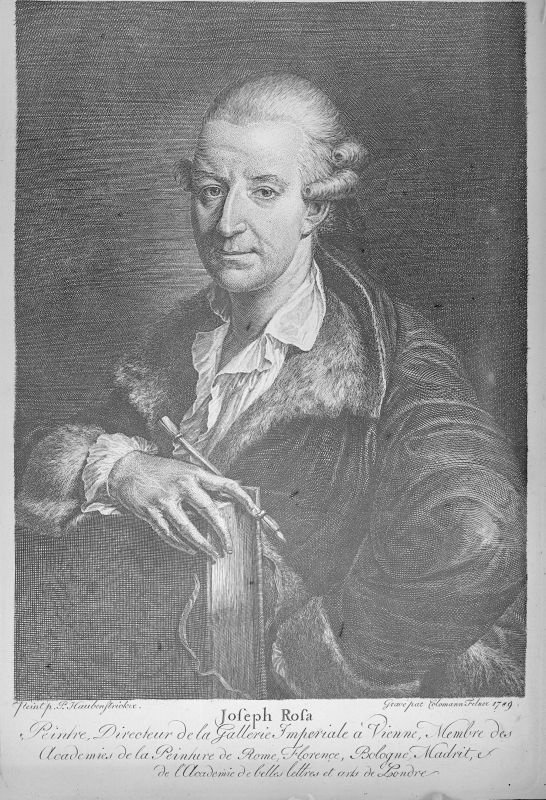
Joseph Roos, grabado de Coloman Felner por pintura de Paulus Haubenstricker, 1789. Österreichische Nationalbibliothek. Inscripción: «Joseph Rosa / Peintre Directeur de la Gallerie Impériale á Vienne, membre des Académies de la Peinture de Rome, Florence, Bologne, Madrit, et de l'Académie de belles lettres et arts de Londres».

Joseph Roos, o Rosa según firmaba sus obras (Viena, 1726-1805), fue un pintor, dibujante y grabador austriaco especializado en la pintura de paisajes con animales. Académico de varias academias europeas, fue director de la Galería Imperial de Viena.

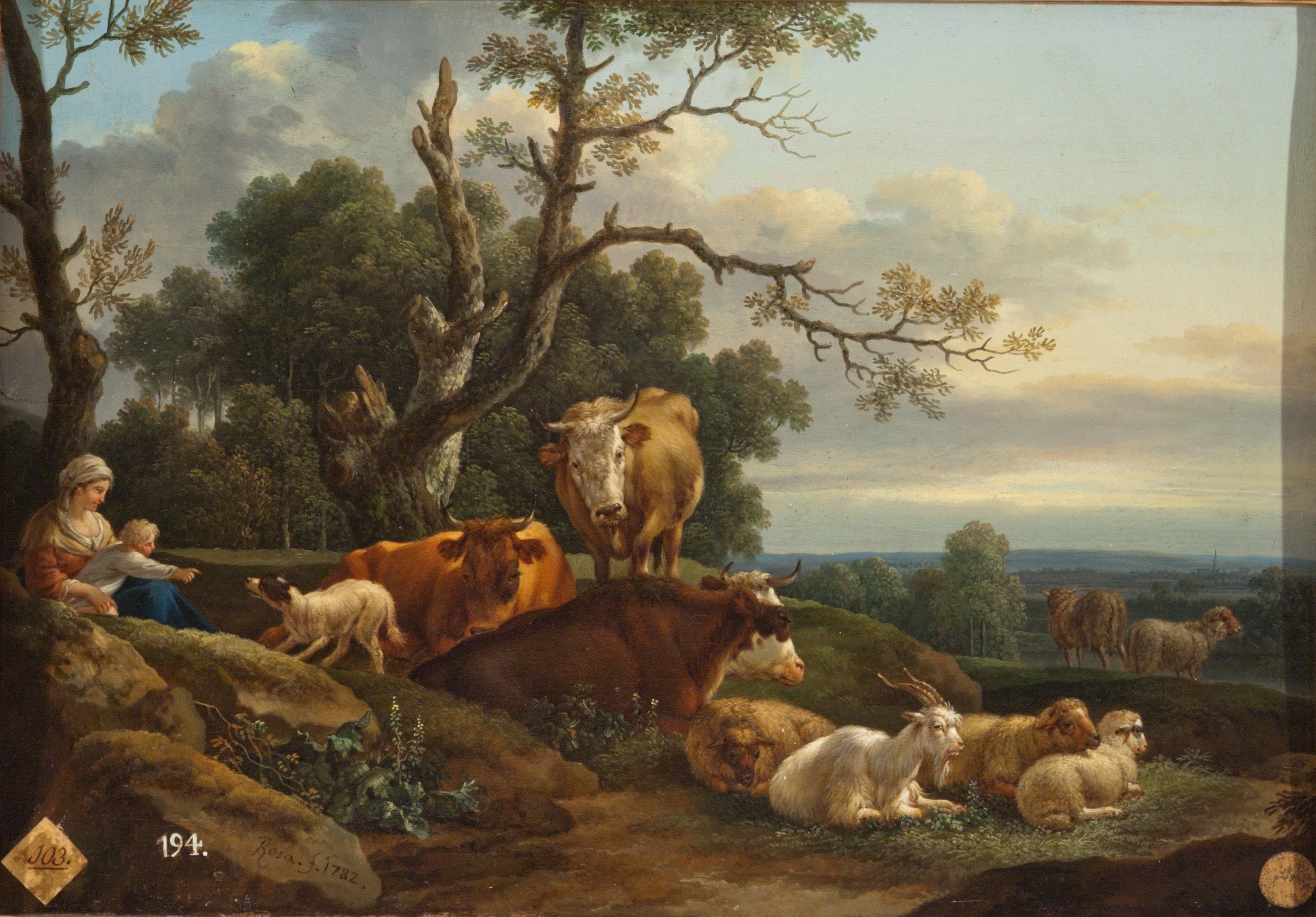
Pastora con niño y ganado, óleo sobre tabla, 48 x 68 cm, Madrid, Real Academia de Bellas Artes de San Fernando. Firmado «Rosa f. 1782».

## Biografía
Nacido en Viena el 9 de octubre de 1726, hijo y discípulo de Cajetan Roos, también pintor de paisajes y animales, descendía de una dinastía de pintores paisajistas iniciada por su bisabuelo, Johann Heinrich Roos, y más tarde continuada por su propio hijo, también llamado Joseph (1760-1822), que se orientaría a la pintura de historia. En 1747 viajó a Dresde donde trabajó a las órdenes de Giuseppe Galli da Bibiena como pintor de decorados teatrales y en la renovación de la ópera. Tras una breve estancia en Berlín, en 1758 retornó a Dresde, como pintor de la corte del príncipe elector de Sajonia y profesor de pintura de paisaje de su academia desde su fundación, en 1764. En 1769 regresó Viena, donde tres años después fue nombrado director de la Galería Imperial de Pintura.
Destruida la ópera de Dresde en 1849, el más completo repertorio decorativo relacionado con Roos son las tres llamadas Salas Rosa del Palacio de Schönbrunn, próximo a Viena, de cuyas paredes cuelga una serie de quince grandes pinturas de paisajes de montaña italianizantes con ganado en la que había empezado a trabajar en Dresde en 1760. Como grabador, en 1754 publicó una serie de aguafuertes de ovejas y cabras, a la que siguió otra serie de animales editada ya en Viena en 1789 y algunos paisajes en hojas sueltas.
Fue académico de número o de mérito de nueve academias europeas: Dresde, 1764, Berlín y Bolonia, 1771, Londres, 1772, Roma, 1773, Florencia, Madrid y Parma, 1800 y Viena, 1801.
De entre sus muchos discípulos en las academias de Dresde y Viena destacan Johann Friedrich Alexander Thiele (Dresde, 1747-1803) y Johann Christian Klengel (Kesselsdorf, 1751-Dresde, 1824).